# Laparocerus morio morio
Laparocerus morio morio é uma subespécie de insetos coleópteros polífagos pertencente à família Curculionidae.
A autoridade científica da subespécie é Boheman, tendo sido descrita no ano de 1834.
Trata-se de uma subespécie presente no território português.